# هجوم الأول من أغسطس 1801
هجوم الأول من أغسطس 1801 م هو هجوم وقع في 1 أغسطس 1801 بين أمريكا والدولة العثمانية في شمال افريقيا، ويسمى هذا الهجوم بالحرب البربرية الأولى، وكانت حرباً أحادية السفن وهي التي يكون فيها الطرفان سفينة واحدة فقط، وقد اندلعت هذه الحرب بين السفينة الشراعية الأمريكية يو إس إس إنتربرايز وسفينة طرابلس قبالة سواحل ليبيا المعاصرة.